# .ae
.ae — национальный домен верхнего уровня для Объединённых Арабских Эмиратов, управляется отделом .aeDA организации Telecommunications Regulatory Authority.

## Регистрация домен второго и третьего уровня
Регистрации разрешены непосредственно на втором уровне (свободная зона) и на третьем уровне (ограниченная зона) с указанием дополнительных поддоменов по категориям. С 1995 года по 2003 год поддомен .co.ae использовался для коммерческих лиц, но был в 2003 году преобразован организацией UAEnic в целях коммерческого использования для регистраций второго уровня. При этом для уже существующих регистраций в зоне .co.ae было позволено продлить регистрации по желанию владельца. В 2008 году, когда домен .ae был передан под управление TRA (Telecommunications Regulatory Authority), была опубликована новая политика в области поддомена .co.ae, в соответствии с которой он предназначен только для местных коммерческих компаний, предусматривая имя сайта, непосредственно связанное с названием компании в бизнес-сфере.
В целом структура поддоменов выглядит так:
- .ae – для компаний, организаций и частных лиц;
- .co.ae – для компаний;
- .net.ae – для сетевых провайдеров;
- .gov.ae – для правительства и министерств;
- .ac.ae – для колледжей, университетов, институтов и академий;
- .sch.ae – для общеобразовательных и частных школ;
- .org.ae – для некоммерческих организаций;
- .mil.ae – для военных учреждений;
- .pro.ae – для профессиональных целей, .aeDA приостановил регистрации в 2008 году;
- .name.ae – для частных лиц, .aeDA приостановил регистрации в 2008 году.

Зарегистрироваться в домене .ae можно только через одного из аккредитированных регистраторов зоны .ae.

## Аккредитированные регистраторы
На 25 июня 2009 года существовало 15 аккредитированных регистраторов в зоне .ae:
- Nic.ae/Etisalat
- Du
- Ascio
- Marcaria
- Instra
- Mark Monitor
- IP Mirror
- Innter.Net
- Engage.ae/AEserver Архивная копия от 7 февраля 2011 на Wayback Machine
- 101Domain
- InterNetworX (недоступная ссылка)
- CPS-Datansysteme Архивная копия от 9 марта 2010 на Wayback Machine
- Safenames
- 123Domain
- Consultix
- Internetx